# Ecot-la-Combe
Ecot-la-Combe is een gemeente in het Franse departement Haute-Marne (regio Grand Est) en telt 46 inwoners (2009). De plaats maakt deel uit van het arrondissement Chaumont.

## Geografie
De oppervlakte van Ecot-la-Combe bedraagt 26,0 km², de bevolkingsdichtheid is dus 1,8 inwoners per km².
De onderstaande kaart toont de ligging van Ecot-la-Combe met de belangrijkste infrastructuur en aangrenzende gemeenten.

## Demografie
Onderstaande figuur toont het verloop van het inwonertal (bron: INSEE-tellingen).